# Huceine ibne Hamadã
Huceine ibne Hamadã ibne Hamadune ibne Alharite Ataglibi (em árabe: حسين بن حمدان بن حمدون بن الحارث التغلبي; romaniz.: Husain ibn Hamdan ibn Hamdun ibn al-Harith al-Taglibi; m. 918) foi um antigo membro da família hamadânida, que distinguiu-se como um general pelo Califado Abássida e desempenhou um importante papel na ascensão dos hamadânidas ao poder entre as tribos árabes da Mesopotâmia Superior. Ele entrou em serviço califal em 895, e através de sua cooperação com o governo califal, estabeleceu-se e sua família como o líder dos árabes e curdos da Mesopotâmia Superior, liderando suas tropas para campanhas bem-sucedidas contra os carmatas, duláfidas e tulúnidas nos anos seguintes. Como um dos mais distintos generais do Califado Abássida, ele ascendeu ao poder e influência até 908, quando era um dos principais conspiradores no golpe de Estado abortivo contra o califa Almoctadir (r. 908–932).
Embora o golpe fracassou e Huceine foi forçado a fugir da capital Baguedade, ele logou assegurou um perdão e serviu como governador de Jibal, onde novamente distinguiu-se em operações militares no centro-sul do Irã. Em ca. 911, foi nomeado governador de Mossul, onde permaneceu até ascender em revolta em 914/915, por razões incertas. Derrotado e capturado em 916, foi preso em Baguedade, onde foi executado em 918. Através de sua influência, sua família ascendeu a altos ofícios, começando um longo período durante o qual Mossul e toda a Mesopotâmia Superior foram governados pelos hamadânidas. Seus sobrinhos, Nácer Adaulá (r. 935–967) e Ceife Adaulá (r. 945–967), estabeleceriam emirados autônomos em Mossul e Alepo respectivamente.

## Biografia

### Origem e carreira inicial

Árvore genealógica dos hamadânidas

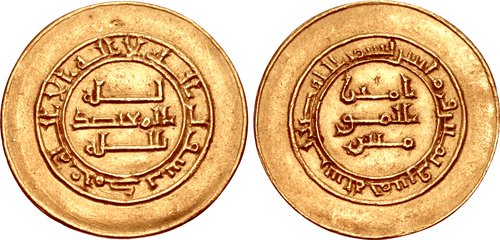
Dinar de ouro do califa Almutadide r.

Huceine foi um filho do patriarca da família hamadânida, Hamadã. Sua família pertenceu a tribo dos taglibitas, estabelecida na Mesopotâmia Superior desde antes das conquistas muçulmanas. Em um padrão repetido através do Califado Abássida, os líderes taglibitas tomaram vantagem do colapso da autoridade central califal durante a década da Anarquia de Samarra (861–870) para assegurar um poder crescente sobre suas áreas particulares, centradas em Mossul. Hamadã estabeleceu-se junto de outros líderes tribais durante este tempo, e liderou a resistência contra as tentativas califais de restaurar o controle direto, inclusive aliando-se aos rebeldes carijitas nos anos 880. Finalmente, em 895, o califa Almutadide (r. 892–902) lançou um ataque determinado para recuperar a Mesopotâmia Superior. Hamadã fugiu diante do avanço califal e foi capturado após uma longa perseguição e jogado na prisão.
Huceine, contudo, que tinha recebido o comando da fortaleza de Ardumuxte, na margem esquerda do Tigre, escolheu rendê-la, e ofereceu seus serviços ao califa. Ele conseguiu capturar o líder carijita Harune Alxari, assim trazendo um fim à revolta carijita na Mesopotâmia Superior. Em troca, ele não apenas assegurou um perdão para seu pai, mas também o cessar de um tribo que os taglibitas estavam forçados a pagar, e o direito de formar um regimento de 500 cavaleiros taglibitas às expensas do governo. Isso foi um grande sucesso, cimentando as bases para sua ascensão ao poder, bem como de sua família. Nas palavras do estudioso islâmico Hugh N. Kennedy:
| “ | […] para o califa ele ofereceu um grupo de guerreiros experientes sob sua própria liderança habilidosa e leal; para os taglibitas, e outros povos na Jazira [Mesopotâmia Superior], ele ofereceu o prospecto de salários e butim; e para sua própria família comando militar e a oportunidade de adquirir riqueza em serviços do governo. Huceine fez a fortuna da família. | ” |

### Em serviço abássida

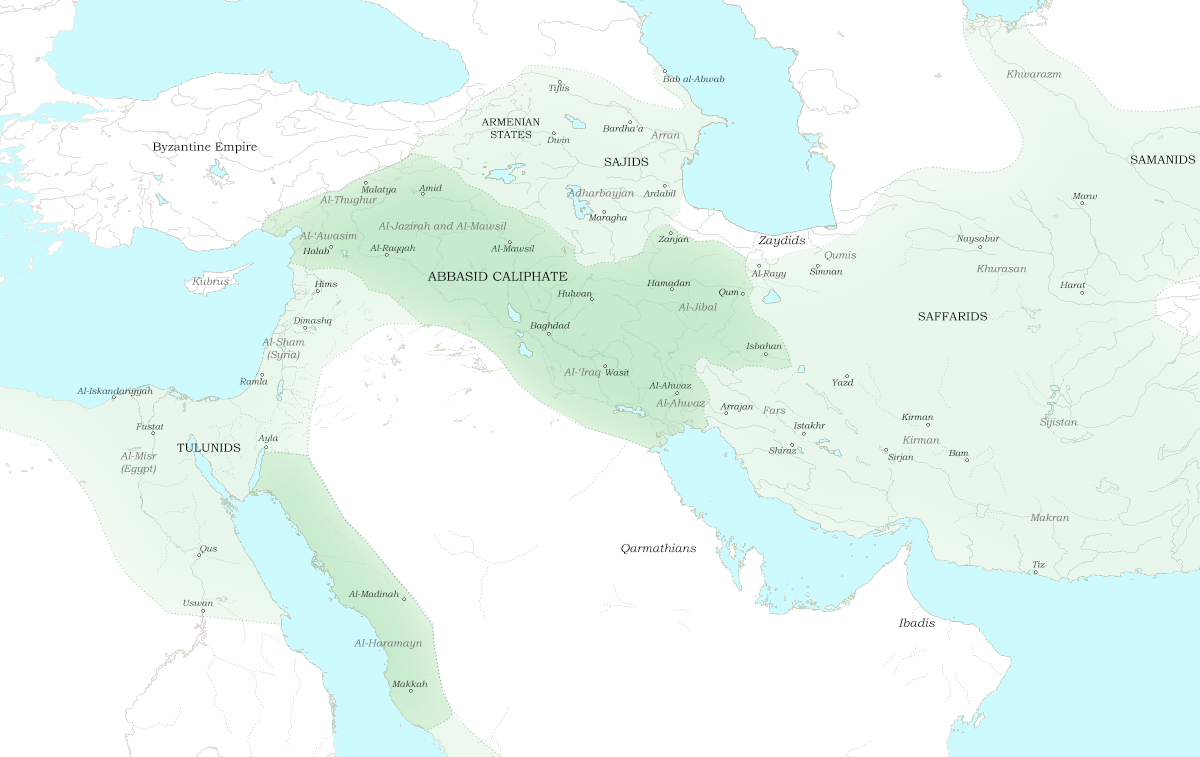
Califado Abássida em 900. As porções em verde escuro representam os territórios controlados diretamente pelo califa

Mapa da Mesopotâmia Superior

Huceine liderou seu regimento taglibita com distinção pelos anos seguintes. Ele lutou contra o duláfida Becre ibne Abedalazize no Jibal em 896. Após 903, desempenhou um papel decisivo nas campanhas de Maomé ibne Solimão contra os carmatas do deserto da Síria, onde sua cavalaria experiente foi crucial em conter os carmatas amplamente móveis. Em 903, ele conseguiu uma grande vitória sobre o líder carmata Huceine ibne Zicrauai, melhor conhecido por seu lacabe de "Saíbe Alxama", próximo a Hama. Os líderes carmatas fugiram para o deserto, mas foram logo capturados, e levados em triunfo para Baguedade. Huceine então participou como comandante da vanguarda na campanha de Maomé de 904-905 que terminou o Reino Tulúnida e restaurou a Síria e Egito ao controle califal direto. Maomé relatadamente ofereceu-lhe o governo do Egito, mas Huceine recusou, preferindo retornar para Baguedade com o enorme butim que obteve.
Em seu retorno para o Egito, em 905-906, Huceine foi enviado contra os calbitas da Síria, que tinha ascendido em revolta por instigação dos carmatas. Embora ele repeliu-os para o deserto, os calbitas encheram os poços conforme se retiraram, e ele foi incapaz de segui-los. Como resultado, os rebeldes foram capazes de alcançar o Eufrates Inferior, onde derrotaram outra força abássida em Cadésia e invadiram a caravana haje dos peregrinos de Meca (final de 906). Por fim, as forças do governo central derrotaram os carmatas e obrigaram-nos a fugir. Em sua retirada para a Síria ao longo do Eufrates, eles foram atacados e aniquilados por Huceine em março/abril de 907. Embora estas vitórias não removeram inteiramente a ameaça carmata - os carmatas baseados no Barém permaneceram ativos e invadiram o Iraque Inferior - elas assinalaram a quase erradicação do secto da Síria. Huceine então subjugou os rebeldes calbitas remanescentes entre o Eufrates e Alepo, e em 907-908 confrontou e expulsou da Síria os Banu Tamim que haviam invadido a Mesopotâmia Superior procurando pilhagem, derrotando-os próximo a Cunasira.
Por 908, este serviço distinto tinha estabelecido Huceine como "um dos principais generais" (Kennedy) no califado, e possibilitou-o avançar seus próprios irmãos para posições de poder: eles receberam vários ofícios, o mais importante dos quais foi a concessão do governo de Mossul para Abu Alhaija Abedalá em 905. Em dezembro de 908, Huceine esteve envolvido em uma conspiração palaciana para depor o novo califa, Almoctadir (r. 908–932), em favor do mais velho Abedalá ibne Almutaz. Junto com dois outros, em 17 de dezembro de 908, ele atacou e matou o vizir Alabas ibne Haçane de Jarjaraia, que tinha endossado a ascensão de Almoctadir. Os conspiradores então tentaram matar o jovem califa, mas o último aquartelou-se no Palácio de Haçani. Abedalá foi proclamado califa, e Huceine partiu para o palácio para persuadir Almoctadir a render-se. Porém, a resistência inesperada dos serventes do palácio sob os camareiros Sawsan, Munis, o Garanhão e Munis Almuzafar, e a indecisão dos conspiradores, condenou a conspiração. Almoctadir prevaleceu, e Huceine fugiu de Baguedade para Moçul e para Balade. Ele então gastou algum tempo migrando com seus seguidores através da Mesopotâmia Superior. O califa enviou o irmão dele Abu Alhaija Abedalá para persegui-lo, mas Huceine conseguiu surpreendê-lo e derrotá-lo. Esse sucesso encorajou-o a contactar o novo vizir, Ali ibne Alfurate, através da mediação de seu irmão Ibraim ibne Hamadã. Embora fosse uma figura chave na conspiração e muitos dos outros participantes na conspiração já terem sido executados ou aprisionados, Huceine com sucesso recebeu um perdão. Ele foi recebido de volta em Baguedade, porém logo foi nomeado governador de Qom e Caxã no Jibal.

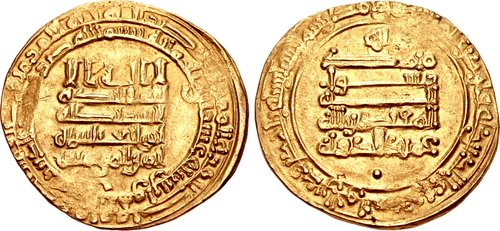
Dinar de ouro do califa Almoctadir r.

Como governador, auxiliou Munis Almuzafar em sua campanha contra o emir safárida Alaite ibne Ali (r. 909–910) no Sijistão e Pérsis, e mais tarde contra o antigo general safárida e rebelde Subecara e seu tenente Alcatal. As forças abássidas sob Munis Almuzafar com sucesso suprimiram a rebelião em 910/911, com Alcatal sendo capturado por Huceine em pessoa, segundo um poema comemorativo do futuro poeta hamadânida Abu Firas. Abu Firas também relata que a Huceine foi oferecido o governo de Pérsis, mas ele recusou, e retornou para Baguedade. Ali, que provavelmente ainda desconfiava suas intenções, prontamente enviou-o para governar Diar Rebia, a província oriental da Mesopotâmia Superior, incluindo Moçul. De seu posto, Huceine liderou uma campanha contra o Império Bizantino em 913/914. Logo depois, contudo, uma cisão aberta desenvolveu-se entre Huceine e o vizir Ali ibne Issa Aljarrá. A razão é incerta, mas envolveu as finanças da província de Huceine. Em 914/915, ele ergueu-se em rebelião aberta, reunindo uma força de 30 000 árabes e curdos na Mesopotâmia Superior, um testemunho de sua influência local. Ele conseguiu derrotar um exército califal enviado contra ele, mas quando confrontado pelo temível Munis Almuzafar, reconvocado do Egito, ele foi derrotado e capturado em fevereiro de 916, enquanto tentava fugir para o norte em direção ao Planalto Armênio. Ele foi levado para Baguedade, onde foi publicamente desfilado através da cidade em humilhação ritual, controlando um camelo e vestindo uma capa da vergonha. Ele foi colocado na prisão, e executado em outubro/novembro de 918, sob ordens do califa.

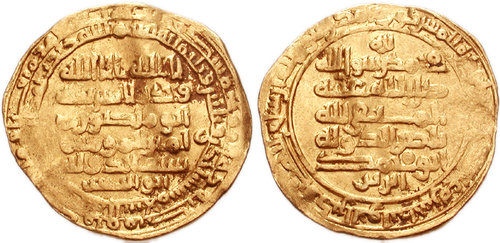
Dinar de ouro dos emires hamadânidas Nácer Adaulá r. e Ceife Adaulá r.

A razão para a execução de Huceine é incerta. O historiador da dinastia hamadânida, Marius Canard, sugere que pode ter sido devido a seu envolvimento numa conspiração de inspiração xiita, possivelmente conectada à demissão de ibne Alfurate de seu segundo vizirado no mesmo período, ou com a rebelião do governante autônomo do Azerbaijão, Iúçufe ibne Abi Alçaje, que Almoctadir poderia ter suspeitado ter relações com o aprisionado Huceine. Como Canard escreve, "de qualquer forma o califa deve ter temido que se Huceine fosse libertado ele poderia outra vez começar uma revolta, fosse como um desejo por independência ou um xiita. De modo a evitar tentativas por aqueles (provavelmente numerosos) que desejavam sua libertação para prendê-lo pela força, o califa preferiu tomar uma medida que colocou um fim a toda a intriga.
Apesar da rebelião e execução de Huceine, a família hamadânida continuou a prosperar: seus irmãos foram logo libertados do cativeiro, e Abedalá ascendeu em proeminência ao aliar-se com Munis Almuzafar e dividir os altos e baixos das políticas cortesãs de Baguedade. Porém, foram os filhos de Abedalá, Haçane e Ali, melhor conhecidos por seus títulos honoríficos Nácer Adaulá (r. 935–967) e Ceife Adaulá (r. 945–967), que estabeleceriam a família como uma dinastia reinante nos emirados semi-independentes de Mossul (até 978) e Alepo (até 1002) respetivamente.

## Características e avaliação

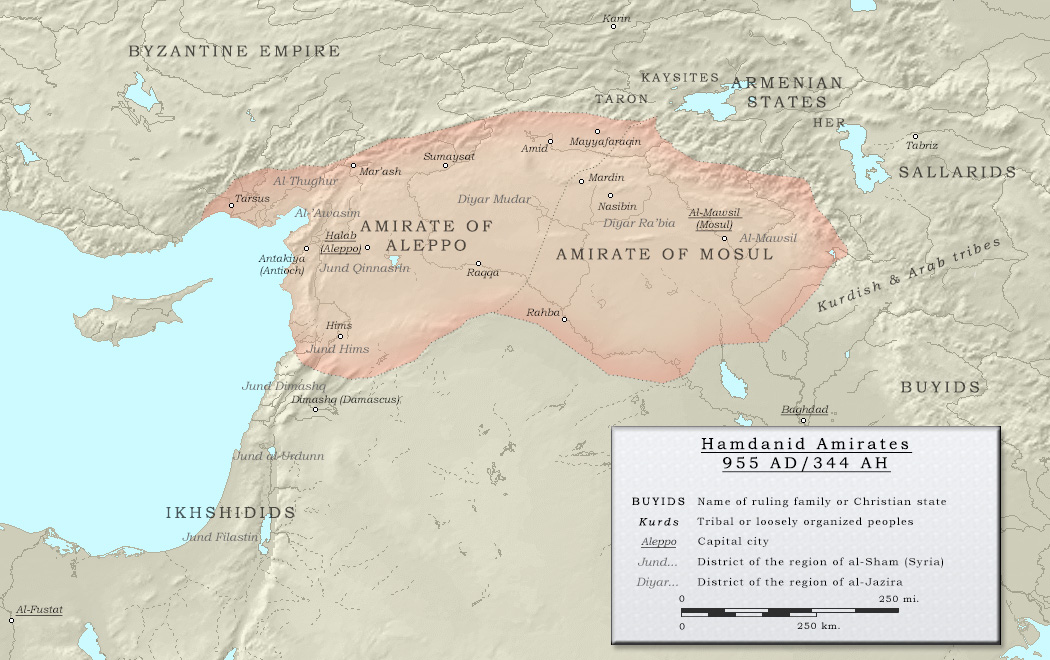
Territórios hamadânidas em 955

Segundo Canard, Huceine "se destaca mais claramente que o supremo comandante Munis ou quaisquer outros líderes militares" do período por sua habilidade e valor, bem como seu espírito indócil e ambicioso. Ele também foi diferenciado por ser de descendência árabe, um caso incomum entre os líderes seniores do califado do período. Canard avalia-o como incomumente mente-aberta, e sintonizado à turbulência e fermento ideológico no mundo islâmico de seu tempo, como indicado por seu contato com o místico sufista Almançor Alhalaje, que dedicou um trabalho sobre política para Huceine.
De fato, segundo Conard, o casamento de Huceine com o xiismo, e sua participação no golpe abortivo de 908, pode ser melhor visto à luz de um desejo - típico dos simpatizantes xiitas - de novação do califado e o estabelecimento de um "governo muçulmano ideal", algo que os abássidas decadentes e corruptos não eram mais capazes. Finalmente, embora recaia sobre seu irmão a verdadeira dinastia hamadânida, foi Huceine que primeiro deu a sua família um gosto do poder e glória, pelo qual foi depois celebrado na poesia de Abu Firas.